# Jüdischer Friedhof Wallhalben

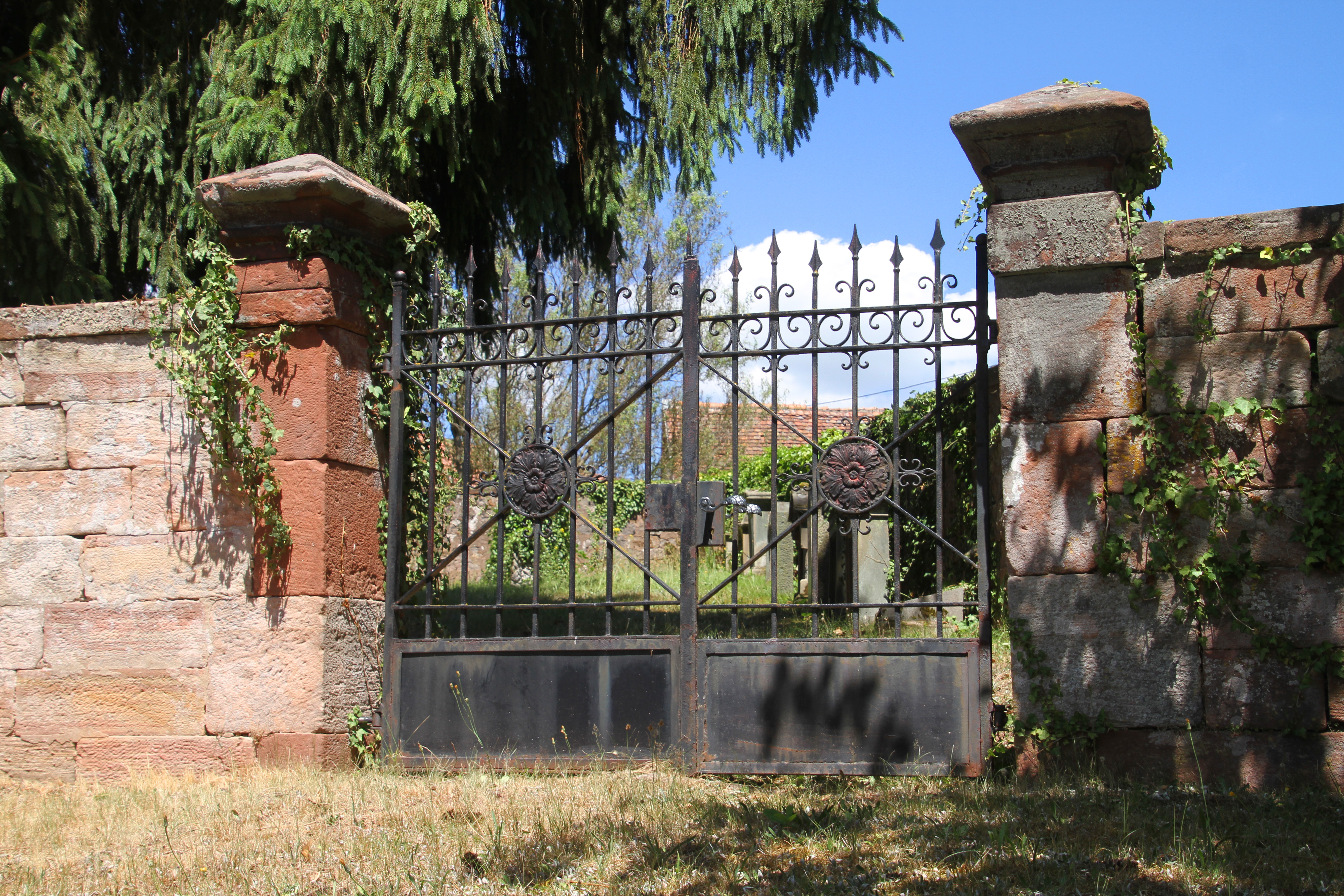
Eingang zum jüdischen Friedhof in Wallhalben

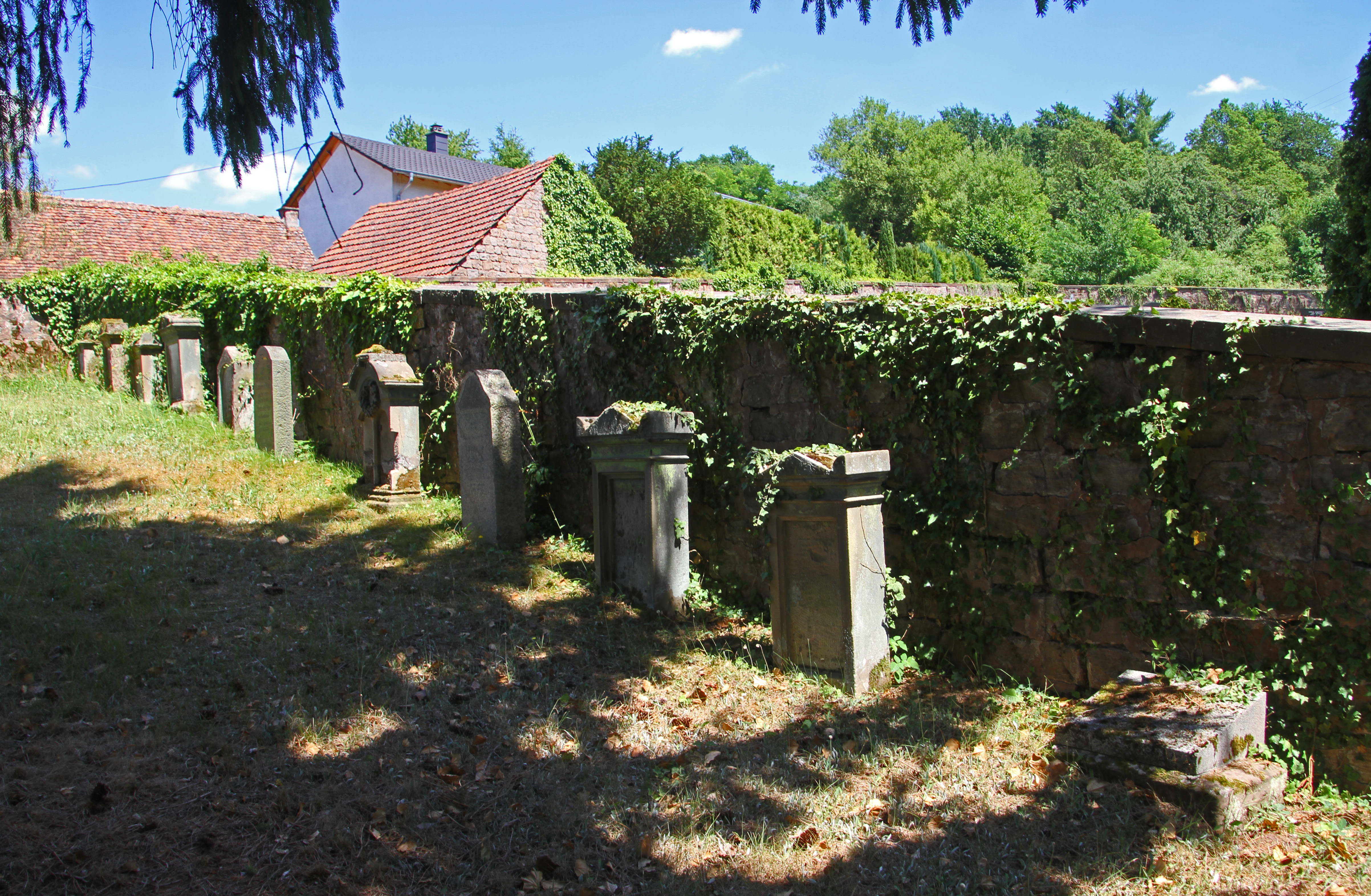
Grabreihe

Der Jüdische Friedhof in Wallhalben, einer Ortsgemeinde im rheinland-pfälzischen Landkreis Südwestpfalz, wurde 1896 angelegt. Der jüdische Friedhof an der Hauptstraße, am Westrand des kommunalen Friedhofs, ist ein geschütztes Kulturdenkmal.
Zuvor wurden die Toten der jüdischen Gemeinde Wallhalben auf dem jüdischen Friedhof Herschberg beigesetzt.
Auf dem Friedhof in Wallhalben mit einer Fläche von 3,5 Ar sind heute noch 14 Grabsteine erhalten.